# János Gyáni
János Gyáni (25 de febrero de 1959) es un deportista húngaro que compitió en judo. Ganó dos medallas de bronce en el Campeonato Europeo de Judo en los años 1981 y 1986.

## Palmarés internacional
| Campeonato Europeo | Campeonato Europeo    | Campeonato Europeo | Campeonato Europeo |
| Año                | Lugar                 | Medalla            | Categoría          |
| ------------------ | --------------------- | ------------------ | ------------------ |
| 1981               | Debrecen (Hungría)    | Medalla de bronce  | –86 kg             |
| 1986               | Belgrado (Yugoslavia) | Medalla de bronce  | –86 kg             |